# Нотр-Дам-де-Лакен
Нотр-Дам-де-Лакен (фр. Église Notre-Dame de Laeken, нидерл. Onze-Lieve-Vrouwekerk van Laken) — римско-католическая приходская церковь, расположенная недалеко на юге от Лакенского дворца в историческом районе Лакен Брюсселя в Бельгии. Фамильная усыпальница династии бельгийских королей.

## История
Первоначально церковь была построена в память о королеве Луизе-Марии Орлеанской, второй жене короля Леопольда I по проекту архитектора Жозефа Пуларта. Луиза-Мария умерла в Остенде 11 октября 1850 года и пожелала, чтобы её похоронили в Лакене. Соседний королевский дворец Лакена оставался, и всё ещё, королевской резиденцией. Леопольд I пожелал, чтобы церковь была построена в память о ней и как мавзолей для неё. Молодой архитектор Жозеф Пуларт был выбран для разработки проекта новой церкви (позднее он стал самым известным архитектором Бельгии за Брюссельский дворец правосудия).

## Королевская усыпальница
Первый камень был заложен Леопольдом I в 1854 году, где он строит собор-усыпальницу бельгийской королевской семьи. Церковь была освящена в 1872 году, но так и не завершена до 1909 года после длительного перерыва в работе. В усыпальнице находятся гробницы бельгийской королевской семьи, в том числе всех бывших бельгийских королей.
В церкви нашли своё упокоение:
1. Принц Луи-Филипп (24 июля 1833 — 16 мая 1834) — (сын короля Леопольда I);
2. Луиза Орлеанская, королева Бельгии (3 апреля 1812 — 11 октября 1850) — (жена короля Леопольда I);
3. Леопольд I, король Бельгии (16 декабря 1790 — 10 декабря 1865);
4. Принц Леопольд (12 июня 1859 — 22 января 1869) — (сын короля Леопольда II);
5. Принцесса Жозефина (30 ноября 1870 — 18 января 1871) — (дочь принца Филиппа);
6. Принц Бодуэн (3 июня 1869 — 23 января 1891) — (сын принца Филиппа);
7. Мария Генриетта Габсбург-Лотарингская, королева Бельгии (23 августа 1836 — 19 сентября 1902) — (жена короля Леопольда II);
8. Принц Филипп, граф Фландрский (24 марта 1837 — 17 ноября 1905);
9. Леопольд II, король Бельгии (9 апреля 1835 — 17 декабря 1909);
10. Принцесса Мария-Луиза Гогенцоллерн-Зигмаринген (17 ноября 1845 — 26 ноября 1912) — (жена принца Филиппа);
11. Шарлотта Бельгийская, императрица Мексики (7 июня 1840 — 19 января 1927) — (жена императора Максимилиана I);
12. Альберт I, король Бельгии (8 апреля 1875 — 17 февраля, 1934);
13. Астрид Шведская, королева Бельгии (17 ноября 1905 — 29 августа 1935) — (первая жена короля Леопольда III);
14. Елизавета Баварская, королева Бельгии (25 июля 1876 — 23 ноября 1965) — (жена короля Альберта I);
15. Принц Шарль (10 октября 1903 — 1 июня 1983) — (сын короля Альберта I);
16. Леопольд III, король Бельгии (3 ноября 1901 — 25 сентября, 1983);
17. Принц Леопольд Эммануэль Лихтенштейнский (20 — 22 мая 1984) — (внук великого герцога Жана Люксембургского);
18. Бодуэн I, король Бельгии (7 сентября 1930 — 31 июля, 1993);
19. Лилиан Байльс (28 ноября 1916 — 7 июня 2002) — (вторая жена короля Леопольда III);
20. Принц Александр (18 июля 1942 — 29 ноября 2009) — (сын короля Леопольда III) .
21. Фабиола де Мора и Арагон, королева Бельгии (11 июня 1928 — 5 декабря 2014) — (жена короля Бодуэна I);

Прилегающее к церкви Лакенское кладбище иногда называют «бельгийским Пер-Лашез», поскольку оно является местом захоронения многих знаменитых людей.